# Azur TV
 (février 2013).
Si vous disposez d'ouvrages ou d'articles de référence ou si vous connaissez des sites web de qualité traitant du thème abordé ici, merci de compléter l'article en donnant les références utiles à sa vérifiabilité et en les liant à la section « Notes et références ».
Azur TV était une chaîne de télévision française généraliste locale privée du sud-est de Provence-Alpes-Côte d'Azur.

## Histoire de la chaîne

### Lancement de la chaîne
Le 12 juin 2012, le CSA lance un appel pour la diffusion sur la TNT d'une chaîne de télévision locale dans la zone de Nice, à la suite de l'abandon du lancement de la chaîne Direct Azur proposé par le Groupe Bolloré. 
À l'issue de cet appel, trois candidatures sont déposées : TV Sud Azur par le Groupe Médias du Sud (propriétaire de trois chaînes locales), Méditerranée ainsi que Azur TV par la sas Azur TV. À la suite de leur audition, le projet d'Azur TV est sélectionné et diffuse dès le quatrième trimestre de 2013.
Le 1er septembre 2013, Azur TV commence à émettre en TNT sur la zone de Saint-Tropez, Mercantour et Menton.
Le 29 juin 2016, le projet « Provence Azur » est sélectionné par le CSA à la suite d'un appel à candidature lancé le 9 juin de la même année à la suite de l'arrêt de TV Sud Provence dans la zone de Marseille. De même, « Var Azur » est sélectionné sur la zone de Toulon-Hyères. La diffusion débutera en 2017,.

### Les dates clefs: chronologie de la mise en place du projet
- 13 décembre 2011 : Consultation publique du CSA sur le lancement d’un appel aux candidatures pour l’exploitation d’un service de télévision locale sur la zone de Nice, Menton, St-Raphael, Grasse et dans la zone de Toulon-Hyères
- 10 février 2012 : Réponse de Nice Azur TV à la consultation publique : « Contre l’attribution d’un temps partagé. Pour la séparation des zones de Toulon/Hyères et de St-Tropez/Menton, afin de mieux correspondre aux réalités géographiques. Pour une syndication des chaines en matière de vente d’espace national, Pour une politique commerciale agressive au niveau local. »
- 12 juin 2012 : Lancement par le CSA de l’appel aux candidatures pour l’édition de services privés de télévision à vocation locale diffusé en clair par voie hertzienne terrestre dans la zone de Nice, Menton, Saint-Raphaël, Cannes, Grasse et du Mercantour
- 10 septembre 2012 : Lettre de soutien du Maire de Nice, Président de la Métropole Nice Côte d’Azur, qui confirme l’intention de la Ville de Nice et de la Métropole Nice côte d’Azur de soutenir financièrement le projet AZUR TV, « constituant un véritable enjeu d’intérêt local »
- 14 septembre 2012 : Envoi de la candidature d’AZUR TV au CSA
- 2 octobre 2012 : Le CSA, réuni en séance plénière, déclare la candidature d’AZUR TV, recevable
- 13 novembre 2012 : Audition publique des représentants d’Azur TV pour présenter au CSA leur projet
- 3 janvier 2013 : Sélection du projet « AZUR TV », pour l’édition de ce service par le CSA réuni en séance plénière
- 15 janvier 2013 : Le CSA autorise la société Azur TV à exploiter le service de télévision dénommé « Azur TV », pour une diffusion par voie hertzienne terrestre dans la zone de Nice, Menton, Saint-Raphaël, Cannes, Grasse et du Mercantour pour une durée de 10 ans à compter du 1er septembre 2013
- 19 février 2013 : Le CSA attribue le canal 31 à Azur TV

### Identité visuelle (logo)

Logo d'Azur TV du 1er septembre 2013 au 5 juillet 2021

## Programmes
AZUR TV est responsable de la ligne éditoriale de l’antenne. La chaine souhaite produire elle-même la plus grande partie des émissions qu’elle programme. 
L’axe privilégié du projet est basé sur le caractère de proximité de toute la programmation. En termes de production fraîche, l’antenne comprend essentiellement des productions locales, le module local représentant  près de 70 % de la production hebdomadaire.
Des rendez-vous d’informations locales sont diffusés environ toutes les heures avec un module de 5 ou 6 sujets d’actus sans cesse réactualisés.